# Championnat du Paraguay de football 1924
Navigation
Édition précédente Édition suivante
La 17e édition du championnat du Paraguay de football est remportée par le Club Nacional. C’est le troisième titre de champion du club. Nacional l’emporte avec 2 points d’avance sur Club Libertad. Club Olimpia complète le podium. 
Comme souvent pour les saisons du championnat amateur, les résultats complets ne sont pas connus. 
La deuxième division est remportée par l’équipe de Sportivo Luqueño qui accède ainsi pour la première fois à la première division. 

## Les clubs de l'édition 1924
| \| Asuncion: · Olimpia · Nacional · Sol de América · Guaraní · Cerro Porteño · River Plate · Atlántida · Sastre Sport · General Caballero Asuncion Club Presidente Hayes \| Localisation des clubs engagés dans le championnat. |
| Asuncion: · Olimpia · Nacional · Sol de América · Guaraní · Cerro Porteño · River Plate · Atlántida · Sastre Sport · General Caballero Asuncion Club Presidente Hayes                                                           |

| Club                  | Stade | Capacité | Ville            |
| --------------------- | ----- | -------- | ---------------- |
| Atlántida Sport Club  | -     | -        | Asuncion         |
| Club Cerro Porteño    | -     | -        | Asuncion         |
| General Caballero     | -     | -        | Asuncion         |
| Club Guaraní          | -     | -        | Asuncion         |
| Club Libertad         | -     | -        | Asuncion         |
| Club Nacional         | -     | -        | Asuncion         |
| Club Olimpia          | -     | -        | Asuncion         |
| Club Presidente Hayes | -     | -        | Presidente Hayes |
| Club River Plate      | -     | -        | Asuncion         |
| Sastre Sport          | -     | -        | Asuncion         |
| Club Sol de América   | -     | -        | Asuncion         |

## Compétition

### Classement
| Rang | Équipe                | Pts | J  | G | N | P | Bp | Bc | Diff |
| ---- | --------------------- | --- | -- | - | - | - | -- | -- | ---- |
| 1    | Club Nacional         | 18  | 10 | 9 | 0 | 1 | 26 | 8  | +18  |
| 2    | Club Libertad         | 16  | 10 | . | . | . | .  | .  | 0    |
| 3    | Club Olimpia          | 12  | 10 | . | . | . | .  | .  | 0    |
| 4    | Club River Plate      | 11  | 10 | . | . | . | .  | .  | 0    |
| 5    | Club Guaraní          | 11  | 10 | . | . | . | .  | .  | 0    |
| 6    | Club Sol de América   | 9   | 10 | . | . | . | .  | .  | 0    |
| 7    | Club Presidente Hayes | 9   | 10 | . | . | . | .  | .  | 0    |
| 8    | Club Cerro Porteño    | 8   | 10 | . | . | . | .  | .  | 0    |
| 9    | Atlántida Sport Club  | 7   | 10 | . | . | . | .  | .  | 0    |
| 10   | General Caballero     | 6   | 10 | . | . | . | .  | .  | 0    |
| 11   | Sastre Sport          | 3   | 10 | . | . | . | .  | .  | 0    |

| Légende : Qualifications et relégations | Légende : Qualifications et relégations |
| --------------------------------------- | --------------------------------------- |
|                                         | Champion du Paraguay                    |
|                                         | Relégation en deuxième division         |
|                                         | (T) : Tenant du titre (P) : Promus      |

## Bilan de la saison
| Championnat du Paraguay de football 1924                             |                                |
| Champion                                                             | Club Nacional (3e titre)       |
| Promotions et relégations                                            |                                |
| Promus en Primera División                                           | Sportivo Luqueño               |
| Relégués en Championnat du Paraguay de football de deuxième division | General Caballero Sastre Sport |